# Movimiento Nacionalista Revolucionario (Puerto Rico)
El Movimiento Nacionalista Revolucionario de Puerto Rico (MNR) es una organización política que surge de la disolución del Partido Nacionalista de Puerto Rico-Movimiento Libertador (PNPR-ML), el 25 de julio de 2015. El MNR aspira a la independencia de Puerto Rico en un sistema de gobierno justo y democrático, de carácter social y participativo. La meta a corto plazo del MNR es organizar a la población puertorriqueña en una fuerza solidaria para el rescate de su soberanía.  En voz de su primer presidente, J. Francisco Torres López, la Junta Nacional del MNR presentó una lista de aspiraciones entre las que se encuentran: la fundación de un país solidario, democrático, de justicia y libertad; así mismo luchará contra la explotación del ser humano por el ser humano, el nepotismo, la plutocracia y el clientelismo político; fomentará la democracia participativa, las cooperativas de trabajadores, la economía mixta y la producción agrícola, entre otras aspiraciones.

## Organizaciones y Líderes Políticos que reconocen al MNR
Varias organizaciones políticas puertorriqueñas y de otros lugares de Latinoamérica reconocen al MNR como organización independentista bonafide y descendiente directa del PNPR-ML.  Entre las organizaciones están:
- Colectivo Resistencia (PR)
- Coordinadora Latinoamericana y Caribeña (PR)
- Frente Socialista (PR)
- La Nueva Escuela (PR)
- Movimiento Ñin Negrón (PR)
- Movimiento Unión Soberanista (PR)

También es reconocida por el Gobierno Provisional del Estado Nacional Soberano de Borinken (ENSB) y varios de los miembros del MNR son ciudadanos legisladores o ministros en las estructuras gubernamentales del ENSB. Entre los líderes políticos puertorriqueños que reconocen el MNR están:
- Rafael Cancel Miranda
- Edmidio Marín (Jayuyano, miembro del desaparecido PNPR-ML y el combatiente más joven de la Revolución Nacionalista de 1950)
- Ramón Nenadich Deglans' (ENSB)

Las organizaciones fuera de Puerto Rico que reconocen al MNR son:
- Polo Ciudadano (Panamá)

## Aspiraciones
El MNR llamó a una rueda de prensa el 25 de julio de 2015 en el Malecón de la Bahía de Guánica, Puerto Rico, y en ella presentó una serie de aspiraciones.  El documento distribuido a la prensa fue publicado íntegramente por el portal de noticias El Post Antillano. A continuación la lista de aspiraciones publicadas.
El MNR aspira a:
1. Fundar un país solidario, democrático, de justicia y libertad.
2. Luchar contra la explotación del ser humano por otro ser humano.
3. Gestar un plan de desarrollo económico que no descanse en el capitalismo salvaje; y si uno sostenible para que no descanse en el crédito. Combatir el paternalismo y la dependencia; estimular la autogestión como herramienta liberadora contra aquello que en más de 500 años de colonialismo nos ha sido inculcado, es decir, las absurdas ideas de que somos ineptos, inermes, infames, política y socialmente infantiles e indolentes, que la independencia es inexequible y que moriremos de hambre sin la metrópoli; porque tanto el imperialismo español como el yanqui siempre quisieron mantener a nuestra Nación sometida, física y mentalmente para que, tanto la gente como la tierra, fuéramos fácilmente explotados.
4. Formar un sistema de economía mixta y participativa que garantice el progreso social y económico de todos y todas las boricuas y para aquellos no nacionales que quieran ser nuestros hermanos y hermanas.
5. Impulsar un sistema de democracia participativa donde el pueblo ejerza su soberanía y planifique el futuro de la Nación mediante una legislatura ciudadana y un gobierno accesible, eficiente y facilitador.  Combatiremos enérgicamente el nepotismo, la plutocracia, y el clientelismo político.
6. Fomentar la formación de cooperativas de trabajadores y empresas comunitarias, así como ayudar a los empresarios y micro-empresarios boricuas a desarrollar las industrias (la manufactura, los servicios y el comercio) con el objeto de generar las riquezas necesarias para el desarrollo integral del país.  Huelga señalar que la política económica colonial española y yanqui se ha basado en el crecimiento y no en el desarrollo económico.
7. Fomentar y fortalecer la producción agrícola sostenible, moderna, que reduzca el impacto ambiental y ecológico, dentro de los mismos principios cooperativos y participativos, con el fin de garantizar la subsistencia de nuestros ciudadanos para así construir el camino hacia la soberanía alimentaria.  La exportación agrícola se dará, solo después de alimentado nuestro pueblo.
8. Poner como prioridad las necesidades del pueblo por encima de las necesidades del capital.
9. Erradicar los valores citadinos imperialistas que fomentan el consumismo, el individualismo, el libertinaje, la avaricia y todos aquellos valores negativos inculcados por el imperialismo que nos han llegado desde la metrópoli, para sustituirlos por los valores positivos de solidaridad, hermandad, generosidad y comunidad, propios de nuestra cultura, que heredamos de nuestros ancestros indígenas, europeos pobres y africanos que llegaron a nuestras tierras.
10. Establecer la justicia social y económica que extermine los prejuicios característicos del sistema de explotación que padecemos y haciendo valer los derechos y la dignidad humanas, estipuladas en la Carta Universal de Derechos Humanos.  Combatiremos con energía el prejuicio y el fundamentalismo en todas sus expresiones, como también el neoliberalismo y el fascismo.
11. Crear una sociedad igualitaria donde sus ciudadanos tengan las mismas oportunidades, los mismos derechos y la misma libertad, junto a las mismas responsabilidades y deberes.
12. Ejercer nuestra soberanía, misma que reside en nosotros y que no es necesario pedirla, ni suplicarla al imperialista Congreso de los EE. UU. ni a ningún organismo internacional.  El poder de transformación de nuestro futuro, del progreso y la felicidad de los y las boricuas reside en nuestras manos.
13. Promoveremos y apoyaremos las alianzas políticas que vayan en pos de la descolonización de Puerto Rico y la plena soberanía.
14. Usaremos aquellos medios de liberación nacional acogidos por el derecho internacional que apliquen, eligiendo el mejor, o los mejores, dependiendo del momento y la realidad histórica.

## Congreso Nacionalista
El Congreso Nacionalista es una estructura interna del MNR para la revisión periódica de las posturas ideológicas de la organización y así mantener en las vanguardia a la misma.  Uno de los pilares del MNR es autocriticarse para mantenerse al ritmo de los tiempos.  El Congreso deberá presentar un informe ante el pueblo cada tres años.  Como esta estructura fue creada durante el proceso de revisión del Reglamento del PNPR-ML en enero de 2014 (este nuevo reglamento del PNPR-ML pasó a ser el mismo para el MNR), el primer informe será presentado en 2017.